# Liste d'élections en 1784
Chronologie des élections
- 1780
- 1781
- 1782
- 1783
- 1784
- 1785
- 1786
- 1787
- 1788

Cet article recense les élections organisées durant l'année 1784.

Au XVIIIe siècle, seuls trois pays organisent des élections nationales, au sens de consultations populaires : le royaume de Grande-Bretagne, à partir de sa formation en 1707 ; les États-Unis d'Amérique, qui proclament leur indépendance en 1776 durant la révolution américaine ; et la France à la suite de la Révolution française de 1789. À ceux-ci, il faut ajouter le royaume d'Irlande, État officiellement distinct du royaume de Grande-Bretagne et doté de son propre parlement. Seule la France (à partir de 1792) applique le suffrage universel masculin ; en Grande-Bretagne, aux États-Unis et en Irlande, le suffrage censitaire s'applique. En Irlande, par ailleurs, le droit de vote est réservé aux protestants, excluant la majorité catholique.

## Élections nationales en 1784
| Date                       | État            | Élection ou référendum | Contexte | Résultat |
| -------------------------- | --------------- | ---------------------- | --- | --- |
| 25 mars 1784 - 10 mai 1784 | Grande-Bretagne | Législatives           | Le roi George III avait nommé William Pitt le Jeune (Tory, conservateur) au poste de premier ministre en décembre 1783, alors que Pitt ne disposait pas d'une majorité favorable à la Chambre des communes. | Les élections de 1784 lui fournissent cette majorité. Les Tories favorables à William Pitt devancent la coalition majoritaire sortante, composée de Tories favorables à Lord North, et des Whigs |